# Bondokodi

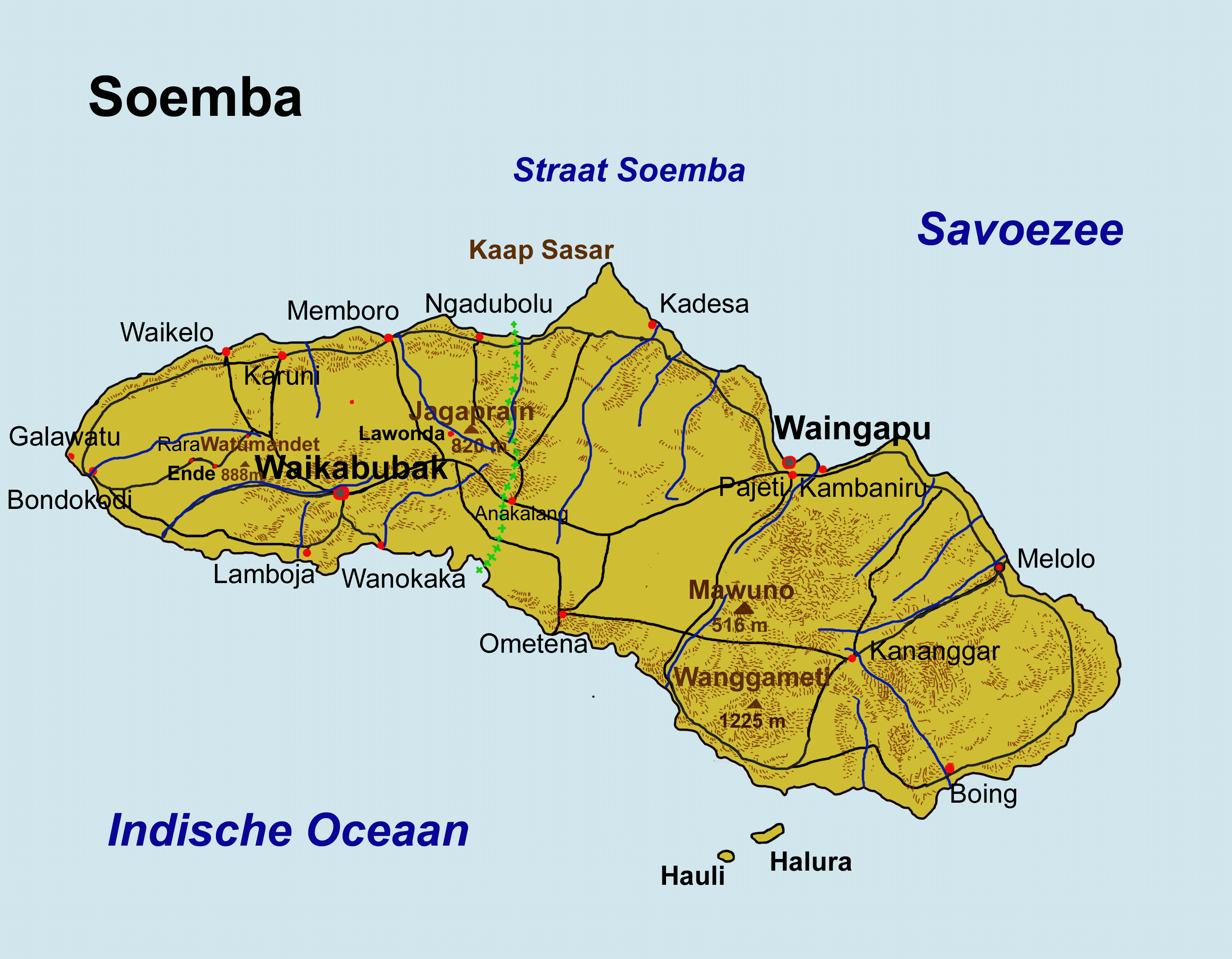
Bondokodi op de west punt van Soemba

Bondokodi, het vroegere  Kodi is het bestuurscentrum van het onderdistrict Kodi (Bokol), en ligt op de grote kustvlakte van Kodi op de westpunt van het eiland Soemba, onderdeel van de Kleine Soenda-eilanden van Indonesië . De plaats is door een vier kilometer lange weg verbonden met  de kust. De bustocht vanuit Waikabubak duurt ongeveer 4 uur.
- In Bondokodi bevinden zich de huizen met de hoogste puntdaken van Soemba.
- Na een dysenterie-epidemie in 1928 wordt door de zending het eerste hulpziekenhuisje in Kodi geopend. In 1940 besluit de zending er ook een school voor maatschappelijk onderwijs te openen.

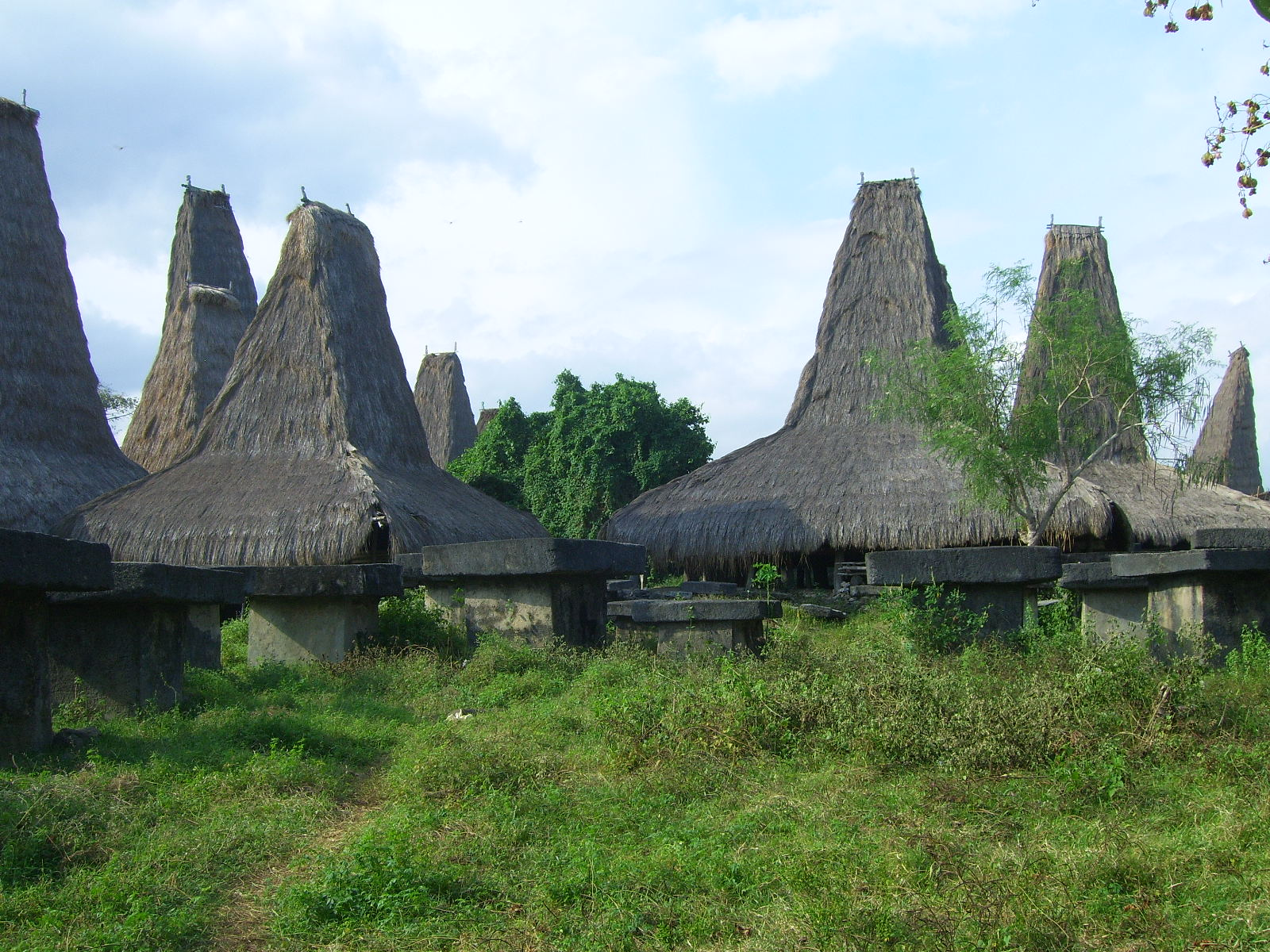
Traditionele Soembanese huizen bij Bondokodi